# Thanks for the Memory

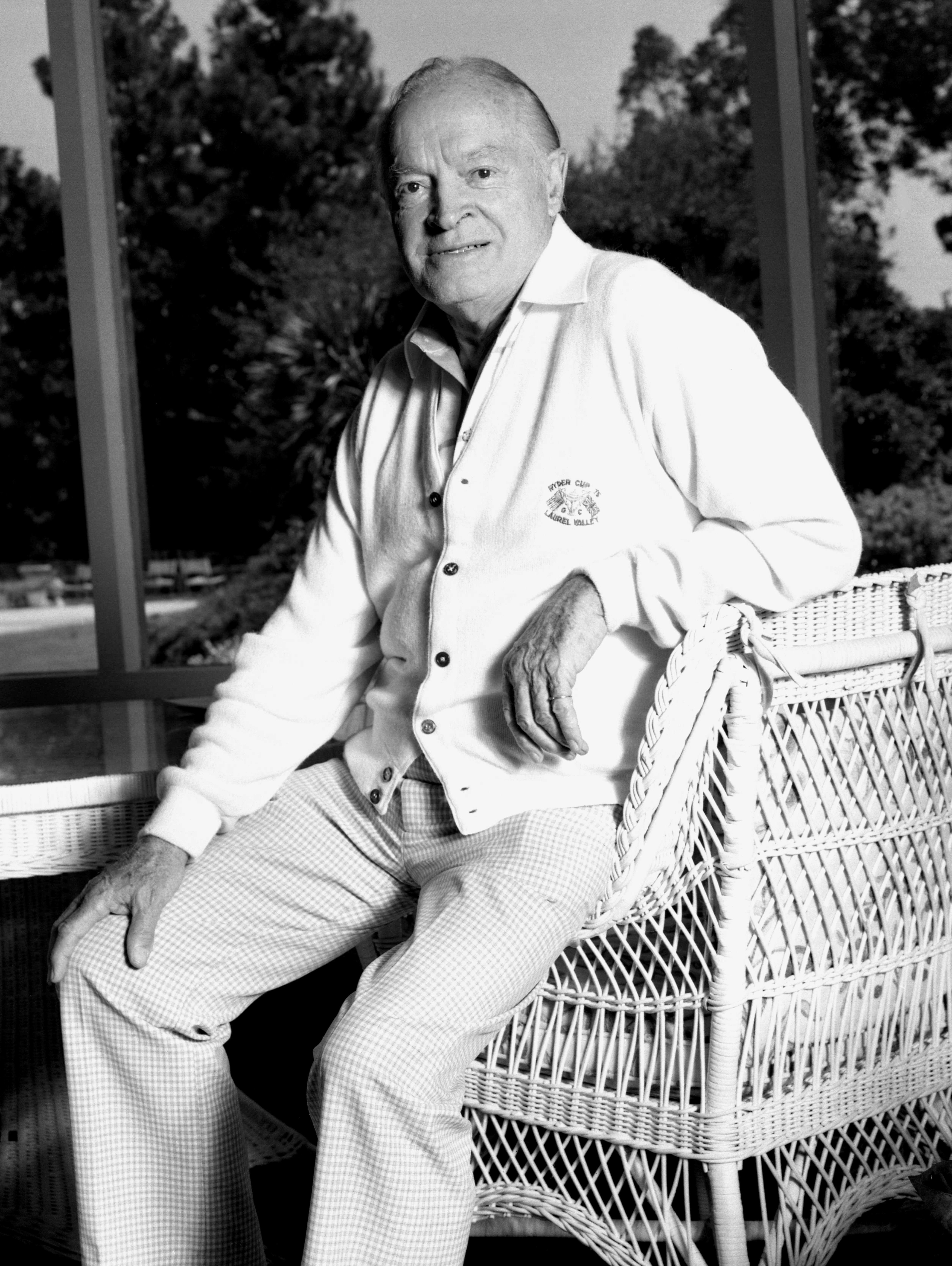
Bob Hope

Thanks for the Memory is een Amerikaans lied, in 1938 gecomponeerd door Ralph Rainger, op een tekst van Leo Robin. Het lied werd geschreven voor de film The Big Broadcast of 1938 en werd daarin gezongen door Shirley Ross en Bob Hope, wiens lijflied het zou worden.
In de film spelen Ross en Hope het echtpaar Cleo  en Buzz Fielding die, hoewel gescheiden, elkaar weer tegenkomen tijdens een bootreis, waarna ze elkaar bedanken voor de herinneringen aan hun liefdevolle relatie. Het lied werd sindsdien een jazz-klassieker dat werd gecoverd door onder meer Martha Tilton (met het orkest van Benny Goodman), Bing Crosby, Ella Fitzgerald, Rosemary Clooney en Frank Sinatra. 
De melodie werd ook gebruikt door Marilyn Monroe die het - met een speciaal voor de gelegenheid geschreven tekst - liet volgen op het door haar gezongen Happy Birthday, Mr. President in Madison Square Garden op 19 mei 1962.